# Sampo
Sampo é um artefato mágico descrito na mitologia finlandesa..
O Sampo, descrito na saga Kalevala, era um artefato mágico construído por Ilmarinen, o deus ferreiro, que trouxe boa sorte ao seu dono, ninguém sabe exatamente o que deveria ser. O Sampo tem sido interpretada de muitas maneiras: um pilar do mundo ou árvore do mundo, uma bússola ou astrolábio, um baú contendo um tesouro, uma moeda bizantina, um escudo decorado do período Vendel, uma relíquia cristã, etc.